# Măiag, Gorj
Măiag este un sat în comuna Crușeț din județul Gorj, Oltenia, România.